# Zofia Kossak-Szczucka
Zofia Kossak-Szczucka, född 8 augusti 1890, död 9 april 1968, var en polsk författare.
Zofia Kossak-Szczucka tillhörde en förnäm polsk adelsfamilj och växte upp på ett gods i ryska Polen, ingick äktenskap och levde ett ståndsmässigt liv, som avbröts av den ryska revolutionen, undan vilken hon lyckades rädda sig över till det återupprättade Polen, där hon efter några år slog igenom som skönlitterär författarinna med debutboken Prożoga (1924, Vårelden), där hon utnyttjade sina upplevelser under de politiska brytningstiderna. Hon var en tid bosatt i det polska Schlesien, där hon studerade historia, folkliv och folklore, med särskilt intresse för den folkliga religionen, stoff, som hon använde för några böcker, där hon stilistiskt bland annat influerades av sagor. Hon kom snart att vända sig till den historiska romanen och influerades av Henryk Sienkiewicz, vars främsta efterföljare i senare polsk litteratur hon kom att ses som. Kossak-Szczucka gjorde ingående historiska studier, och tog gärna upp ämnen, som lät henne ge uttryck åt sin starka katolska religiositet. Hon berättade utförligt, färgrikt och åskådligt. Bland Kossak-Szczuckas historiska romaner märks Beatum scelus (1924), som vittnade om hennes förtrogenhet med katolskt 1600-tal, Z miłosci (1926), vars huvudperson var den helige Stanislav, Złota wolność (1928, svensk översättning Den gyllne friheten, 1930), där handlingen utspelas under konung Sigismund Vasa, Szaleńcy bozy ("Guds narrar", 1929), som också hade ett religiöst motiv, samt de stort upplagda medeltidsromanerna Krzyźowcy ("Korsfararna", 1935), Król trędowaty (1937, svensk översättning Den spetälske konungen, 1946), som gav bilder från korstågens Jerusalem, och Bez oręźa (1938, svensk översättning Saliga äro de saktmodia, 1945), där den helige Franciskus var en av huvudpersonerna. Z otchłani (1946) var en skildring från koncentrationslägret i Auschwitz. Kossak-Szczucka var senare bosatt i Storbritannien.